# Atractus albuquerquei
Atractus albuquerquei — вид змій родини полозових (Colubridae). Мешкає в Південній Америці. Вид названий на честь бразильського ентомолога Далсі де Олівейри Альбукерке (1902–1982).

## Поширення і екологія
Atractus albuquerquei широко поширені в центральній Бразилії, в штатах Акрі, Рондонія, Мату-Гросу, Мату-Гросу-ду-Сул, Пара, Токантінс і Мінас-Жерайс, а також на сході Болівії. Вони живуть у водно-болотних угіддях у вологих рівнинних тропічних лісах Амазонії та в галерейних лісах в саванах серрадо. Живляться дощовими черв'яками.